# Bestuursorgaan
Bestuursorgaan is een begrip in zowel het Nederlands als het Belgisch recht.

## In Nederland
Het begrip bestuursorgaan is een van de kernbegrippen in de Algemene wet bestuursrecht.
Een bestuursorgaan is volgens de definitie van artikel 1:1 lid 1 Awb een: "orgaan van een rechtspersoon krachtens publiekrecht ingesteld" (a-orgaan), of "een persoon of college, met enig openbaar gezag bekleed" (b-orgaan). Uitzonderingen staan vermeld in art. 1:1 lid 2 Awb.
Om te kunnen vaststellen of een 'orgaan' een 'orgaan' is van een krachtens publiekrecht ingestelde rechtspersoon moet worden gekeken in artikel 2:1 BW. In dit artikel is onder andere opgenomen dat de Staat, de provincies, de gemeenten en de waterschappen rechtspersoonlijkheid bezitten. De publiekrechtelijke aard van provincies, gemeenten en waterschappen vloeit voort uit de instelling van deze lichamen door de grondwet (art. 123 en 133). Omdat de Staat (vanzelfsprekend) niet bij wet is ingesteld, wordt verondersteld dat artikel 2:1 BW de publiekrechtelijke aard van dit lichaam bevestigt.
Naast de genoemde openbare lichamen is in art. 2:1 BW opgenomen dat specifieke wetten kunnen bepalen dat andere lichamen, misschien kun je beter zeggen 'entiteiten', rechtspersoonlijkheid bezitten. Dit is bijvoorbeeld het geval bij de Dienst Uitvoering Onderwijs en het Commissariaat voor de Media.
Indien wordt vastgesteld dat het om een krachtens publiekrecht ingestelde rechtspersoon gaat, moet voor de beantwoording van de vraag welke organen bestuursorganen zijn worden gekeken naar de (organieke) wet: in het geval van de gemeente de Gemeentewet, in het geval van de provincie de Provinciewet, enz. Alle personen en colleges die in de desbetreffende wet worden genoemd en enige mate van zelfstandigheid hebben bij het maken van besluiten zijn bestuursorganen, te weten a-organen. Dit betekent dat zij in al hun doen en laten gebonden zijn aan de Algemene wet bestuursrecht. Ambtenaren zijn dus, hoewel ze wel in de wet genoemd kunnen zijn, geen bestuursorganen, maar de burgemeester weer wel.
- Bestuursorganen van de staat zijn onder andere: regering, minister, staatssecretaris; bij een Mulderfeit: de officier van justitie.
- Bestuursorganen van de provincie zijn (art. 6 Provinciewet): de commissaris van de Koning (CvdK), Provinciale Staten (P.S.) en het college van Gedeputeerde Staten (G.S.).
- Bestuursorganen van de gemeente zijn (art. 6 Gemeentewet) in ieder geval: de burgemeester, de gemeenteraad en het college van B&W. De wethouder vormt als ambt in het decentraal bestuur geen bestuursorgaan. Deze politieke ambtsdrager ontleent diens bevoegdheden vrijwel steeds aan die van het College van burgemeester en wethouders als geheel, waarvan hij of zij deel uitmaakt. Minder bekend is wellicht dat - bijvoorbeeld - ook het centraal stembureau voor de verkiezing van de leden van de gemeenteraad en een commissie die over bezwaarschriften van belanghebbenden adviseert, onder omstandigheden als bestuursorgaan in de zin van de Awb worden aangemerkt.
- Bestuursorganen van het waterschap zijn (art. 10 Waterschapswet): in ieder geval het algemeen bestuur, het dagelijks bestuur en de voorzitter (soms dijkgraaf geheten). Soms, afhankelijk van de instellingsregeling, ook organen als de algemeen directeur.

In het geval van een persoon of college, met enig openbaar gezag bekleed moet er sprake zijn van 'openbaar gezag'. Er is sprake van openbaar gezag indien de persoon of college eenzijdig de rechten en plichten van burgers kan wijzigen en deze bevoegdheid ontleent aan een publiekrechtelijke basis. Is hiervan sprake, dan spreekt men over een b-orgaan. Een voorbeeld hiervan is de apk-keurder. De keurder is op grond van de Wegenverkeerswet 1994 bevoegd tot het keuren van auto's. Hij is alleen in zijn hoedanigheid van apk-keurder een b-orgaan. Een b-orgaan is enkel ten aanzien van het nemen van besluiten in de zin van de Awb gebonden aan de Awb.
In artikel 1:1 lid 2 Awb is onder meer opgenomen dat rechters, de wetgevende macht en de Eerste en Tweede Kamer niet worden aangemerkt als bestuursorgaan. De uitzonderingen gelden niet voor besluiten en handelingen ten aanzien van een ambtenaar als zodanig.
Een aparte categorie bestuursorganen zijn de zelfstandige bestuursorganen (ZBO's). Deze bestuursorganen vallen niet onder de ministeriële verantwoordelijkheid. Dit brengt met zich mee dat enkel a-organen en b-organen die bij een speciale wet zijn opgericht een zelfstandig bestuursorgaan kunnen zijn. De term 'zelfstandig' wordt hier in bestuurskundige zin gebruikt; de Awb kent het onderscheid niet.

## België
Tot 2018 werd in België de vermelding raad van bestuur gebruikt. Met het (Europees) harmoniseren van de wetboeken voor ondernemingen, organisaties, stichtingen en aanverwante structuren werd tevens de terminologie aangepast.